# Dorothy Reynolds
Dorothy Reynolds (Birmingham, 26 de janeiro de 1913 — 1977)[carece de fontes?] foi uma atriz e escritora britânica.
Ela é conhecida principalmente por ter escrito uma série de musicais em colaboração com Julian Slade. Os mais conhecidos são Salad Days e Free as Air.